# Heiligenkreuz am Waasen
Heiligenkreuz am Waasen là một đô thị thuộc huyện Leibnitz trong bang Steiermark, nước Áo. Đô thị Heiligenkreuz am Waasen có diện tích 15,4 km², dân số cuối năm 2005 là 329 người.